# Стадион у Варварину
Стадион у Варварину је фудбалски стадион који се налази у истоименој општини Варварин, Србија. На њему своје домаће утакмице игра ФК Темнић 1924, ФК Варварин и ФК Велика Морава. Стадион има капацитет од 1.000 места.